# Kulja (Estland)
Kulja is een plaats in de Estlandse gemeente Lüganuse, provincie Ida-Virumaa. De plaats heeft de status van dorp (Estisch: küla) en telt 17 inwoners (2021).
Tot in 2013 viel het dorp onder de gemeente Maidla. In dat jaar werd Maidla bij Lüganuse gevoegd.

## Geschiedenis
Kulja werd in 1689 voor het eerst genoemd als Kullioya, een dorp op het landgoed van Maydell (Maidla). In 1796 heette de plaats Kulja. Tussen 1977 en 1997 maakte het dorp deel uit van het buurdorp Soonurme.